# Delamere Forest
Delamere Forest är en skog i Storbritannien.   Den ligger i riksdelen England, i den södra delen av landet, 260 km nordväst om huvudstaden London.